# Paridade (física)
Paridade em física nuclear ou em mecânica quântica, é a propriedade de simetria de uma função de onda.
É a paridade que demonstra a característica de comportamento da função de onda frente a uma troca de sinais das coordenadas espaciais que envolve. Há, conforme expresso pelo termo, duas paridades possíveis: a par e a ímpar. Em relação a uma dada coordenada espacial, uma função tem:
- paridade par, se a função de onda não troca de sinal quando o sinal da coordenada em específico é trocado.
- paridade ímpar, se a função de onda troca de sinal quando o sinal da coordenada em específico é trocado.

## Princípio da conservação da paridade
De forma geral pode-se entender paridade como uma propriedade que estabelece o comportamento dos entes físicos frente à simetria especular ou de inversão: um ente ou interação que obedeça ao Princípio da Conservação da Paridade tem o seu correspondente "inverso" fisicamente tangível, ou seja, real. Em outras palavras, segundo o Princípio da Conservação da Paridade (Simetria P), as leis físicas expressam-se de formas idênticas em um sistema de coordenadas levogiro ou dextrogiro.
Em palavras mais simples, o Princípio diz que as leis físicas são idênticas quando expressas quer em sistemas de coordenadas de mão direita quer em sistemas de mão esquerda; ou seja, que o universo permaneceria funcional e em essência idêntico ao atual casos todas as "mãos direitas" fossem trocadas por "mãos esquerdas", e assim por diante, até a escala de partículas e interações elementares.
Embora um princípio atraente, resultados empíricos rapidamente endossaram as críticas estabelecidas por Tsung-Dao Lee e Chen Ning Yang; que em virtude de seus trabalhos foram agraciados com o Prêmio Nobel de Física em 1957. A simetria de paridade não é conservada na interação fraca que estabelecem entre si algumas partículas elementares; e o neutrino, partícula usualmente envolvida nesta interação, não tem fisicamente o seu correspondente especular (grosso modo, todo neutrino "roda" sempre para o mesmo lado, no sentido esquerdo). Associado a outros casos de violação da simetria P, em termos simples, empiricamente conclui-se que o universo parece per fato ser "canhoto".
Individualmente há outras simetrias importantes em física que em princípio foram julgadas igualmente válidas, mas que contudo, com certa surpresa, também foram demonstradas empiricamente incorretas: a simetria T, que afirma que as leis da física são invariantes a uma inversão no tempo (t -> -t); e a simetria C, que afirma que as leis físicas são invariantes a uma inversão da carga elétrica (q -> -q), são as de relevância no contexto.
Embora individualmente não rigorosamente válidas, as simetrias supracitadas foram posteriormente combinadas em único princípio, que afirmar ser o universo invariante segundo uma inversão simultânea tanto da paridade como do tempo e da carga. O princípio, denominado Simetria CPT, é aceito até a data presente como válido.

## Definição matemática
Seja F uma função das variáveis x,y e z. Tem-se pois: {\displaystyle F=F_{(x,y,z)}}
A função é dita uma função de paridade par em relação a "x" quando {\displaystyle F_{(x,y,z)}=F_{([-x],y,z)}}.
A função é dita uma função de paridade impar em relação a "x" quando {\displaystyle F_{(x,y,z)}=-F_{([-x],y,z)}}.
A função e simétrica ou par quando {\displaystyle F_{(x,y,z)}=F_{([-x],[-y],[-z])}}
Uma função e antissimétrica ou ímpar quando {\displaystyle F_{(x,y,z)}=-F_{([-x],[-y],[-z])}}
- Exemplos:

Em relação à origem:
a função {\displaystyle F_{(x,y,z)}=x^{2}y^{2}z^{2}} é uma função par ou simétrica.
a função {\displaystyle F_{(x,y,z)}=x^{2}y^{2}z} é par em relação a x e a y, e impar em relação à Z. É antissimétrica.
a função {\displaystyle F_{(x,y,z)}=x^{2}yz} é par em relação a x, e ímpar em relação a y e a z. É simétrica.
a função {\displaystyle F_{(x,y,z)}=xyz} é impar ou antissimétrica.